# NGC 53

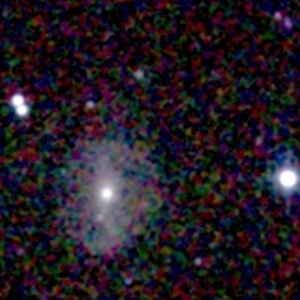
NGC 53 par 2MASS (proche-infrarouge)

NGC 53 est une vaste galaxie spirale barrée avec un anneau située dans la constellation du Toucan. NGC 53 a été découverte par l'astronome britannique John Herschel en 1836. Il a décrit la galaxie comme à peine visible, petite et étendue.

## Caractéristiques
Sa vitesse par rapport au fond diffus cosmologique est de 4 432 ± 28 km/s, ce qui correspond à une distance de Hubble de 65,4 ± 4,6 Mpc (∼213 millions d'al).
La classe de luminosité de NGC 53 est II.
Une mesure non basée sur le décalage vers le rouge (redshift) donne une distance d'environ 72,300 Mpc (∼236 millions d'al). Cette valeur est à l'extérieur des valeurs de la distance de Hubble.

## Morphologie
NGC 53 a été utilisée par Gérard de Vaucouleurs comme une galaxie de type morphologique (R')SB(r)ab dans son atlas des galaxies,.